# Glugur Darat I
Glugur Darat I is een bestuurslaag in het regentschap Medan van de provincie Noord-Sumatra, Indonesië. Glugur Darat I telt 11.007 inwoners (volkstelling 2010).